# Ян Гейдушка
Ян Гейдушка, псевдонім — Фі́лякс (в.-луж. Jan Hejduška, Filaks, 14 листопада 1915 року, Небельшиці, Лужиця, Німеччина — 1944 рік, Східний фронт, СРСР) — верхньолужицький поет.
Народився 14 листопада 1915 року в серболужицькій робітничій сім'ї в селі Небельшиці. Після початкової школи з 1930 року по 1937 рік навчався в гімназії в чеському селі Богосудов. Під час навчання був членом Сербовки і займався виданням студентського журналу «Gmejska heja». З 1937 року працював робітником. Після початку Другої світової війни був призваний в армію і загинув в 1944 році на Східному фронті у віці 28 років.
До війни опублікував три поеми.